# Первушкино (Рязанская область)
Первушкино — деревня в России, расположена в Клепиковском районе Рязанской области. Является административным центром Макеевского сельского поселения.

## Географическое положение
Деревня Первушкино расположена на правом берегу реки Пра, напротив Спас-Клепиков. Ближайшие населённые пункты — Спас-Клепики к северу, деревня Сергеево к востоку и деревня Полушкино к западу.

## История
Деревня Первушкино указана на картах середины XIX века.
В 1905 году деревня входила в состав Спас-Клепиковской волости Рязанского уезда и имела 10 дворов при численности населения 92 чел.

## Население
| 1859 | 1906 | 2010 |
| ---- | ---- | ---- |
| 26   | ↗92  | ↗408 |

## Транспорт и связь
Деревня находится близ трассы Р123 с регулярным автобусным сообщением.
Деревню Первушкино обслуживает отделение почтовой связи Спас-Клепики (индекс 391030).